# Émile Paladilhe

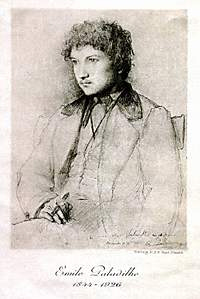
Émile Paladilhe.

Émile Paladilhe, född den 3 juni 1844 i Montpellier, död den 6 januari 1926 i Paris, var en fransk tonsättare. 
Paladilhe blev vid nio års ålder elev vid konservatoriet i Paris, där han studerade komposition för Halévy och 1860 erhöll Prix de Rome. Han är medlem av konservatoriets studiekommission och invaldes 1892 i Franska institutet. Bland Paladilhes kompositioner märks Le passant (1872) och Suzanne (1878) med flera komiska operor, en stor opera Patrie (1886) samt en symfoni, ett oratorium, en mässa och den omtyckta sången Mandolinata.